# يوستاس كيد
يوستاس كيد هو أحد شخصيات أنمي ون بيس وأحد سوبر نوفا، قامت البحرية بوضع مكافأة على رأسه قدرها 315000000 بيلي سابقا قبل عامين، ومن ثم أصبحت 470.000.000 بيلي، وهو من الأزرق الجنوبي. كيد هو رجل طويل القامة وقوي البنية، شاحب الوجه ولديه شعر أحمر يشبه النار، وليس لديه حواجب، ولديه شفاف بنفسجية. 

و يرتدي معطف أحمر وأسود، وسروال أصفر ويرتدي وشاح أزرق فوق الحزام، وهو يرتدي زوجان من النظارات المربعة يضعها على جبينه، ولديه بعض الخطوط على وجهه، وبعد سنتين أصبح أكثر ضخامة من قبل، وأصبحت ذراعه آلية مما يدل على أنه قد فقد ذراعه أثناء هذه السنتين وقدفقد ذراعه عن طريف نائب شانكس ( بيكمان ).
وقد اشتهر كيد بعدد ضحاياه الكثيرة. ودائما ما يقول النكات الساخرة لكنه سريع الغضب عندما يشعر بأنه مهان ويلجأ إلى العنف وتبين هذا عندما هجم على القرصان آبوو، وهو دائما يستخدم القوة حتى لو لم يستفز، وهو شخص قاسي ومخيف حيث قال انه قام بتدمير سفينتين خاصة بأحد الأباطرة الأربعة وهي بيج موم القوية، وهو لا يخاف من الأباطرة أو تحديهم الذين هم بمستوا اللحية البيضاء، على الرغم من شخصيته العنيفة لكنه يستطيع ضبط نفسه.
ودائما يسخر كيد من حكومة العالم، لدى كيد نفس حلم لوفي و هو الحصول على القطعة النادرة (الون بيس) ويصبح ملك القراصنة، ولكنه لا يقاتل لوفي ليس خوفا لكن احترام له، وكيد هو كابتن طاقمه وعلاقته جيدة معهم وخصوصا مع كيلر (القاتل). 
تناول كيد من فاكهة الشيطان من نوع المغناطيس، ويمكنه جذب المعادن أو أبعادها كأن يجذب الأسلحة أو صد قذيفة المدفع، وقد تمكن من صنع ذراع عملاقة له بواسطة المعادن، وهي من أقوى الفواكه. نقطة الضعف الوحيدة له هو طبيعة البيئة المحيطة فقد تكون خالية من المعادن.